# Samantha Isler
Samantha Isler (Tulsa, 26 ottobre 1998) è un'attrice statunitense.

## Biografia
Samantha Isler è nata nel 1998 a Tulsa, in Oklahoma. Iniziò a recitare nel teatro locale e in alcune rappresentazioni scolastiche, finché nel 2009 venne scelta per fare la reporter bambina del The Today Show sulla NBC. Nel 2013 fece parte del cast principale della serie televisiva Sean Saves the World, mentre nel 2016 fu tra i protagonisti del film Captain Fantastic.

## Filmografia

### Cinema
- No One Knows, regia di Bunee Tomlinson – cortometraggio, accreditata come Sami Isler (2012)
- Home Run, regia di David Boyd – accreditata come Sami Isler (2013)
- Dig Two Graves, regia di Hunter Adams (2014)
- Captain Fantastic, regia di Matt Ross (2016)
- Molly's Game, regia di Aaron Sorkin (2017)
- Breakup Season, regia di     H. Nelson Tracey (2024)

### Televisione
- Sean Saves the World – serie TV, 15 episodi (2013-2014)
- Supernatural – serie TV, ep. 11x6 (2015)
- Grey's Anatomy – serie TV, ep. 12x10 (2016)

## Doppiatrici italiane
Nelle versioni in italiano delle opere in cui ha recitato, Samantha Isler è stata doppiata da:
- Veronica Benassi in Grey's Anatomy[4]
- Paila Pavese in Molly's Game[5]